# Романівка (зупинний пункт)
Рома́нівка — пасажирський залізничний зупинний пункт Тернопільської дирекції Львівської залізниці.
Розташований біля с. Романівка, Тернопільський район Тернопільської області на лінії Тернопіль — Підволочиськ між станціями Бірки-Великі (5 км) та Максимівка-Тернопільська (12 км).
Станом на травень 2019 року щодня чотири пари електропотягів прямують за напрямком Підволочиськ — Тернопіль-Пасажирський.